# Patty S'Jongers
Patty S'Jongers (16 augustus 1981) is een Belgisch voormalig korfbalster.

## Levensloop
S'Jongers was actief bij Espero, AKC  en Scaldis.
Daarnaast maakte ze deel uit van het Belgisch korfbalteam waarmee ze onder meer zilver behaalde op het wereldkampioenschap van 2003.
Haar echtgenoot Ben Verburgt was ook actief in het korfbal.